# De Sims 3: Wereldavonturen
De Sims 3: Wereldavonturen (Engels: The Sims 3: World Adventures) is het eerste uitbreidingspakket van De Sims 3. Het werd in augustus 2009 aangekondigd en op 19 november 2009 in Europa gelanceerd. Twee dagen eerder, op 17 november 2009, kwam het spel in Amerika uit.
Wereldavonturen is ook beschikbaar voor iPhone, iPod touch en iPad.

## Over het spel
De Sims 3: Wereldavonturen heeft iets weg van De Sims 2: Op Reis en The Sims: Op Vakantie, waarbij de Sims op vakantie gingen. Het eerste uitbreidingspakket van De Sims 3 zit echter toch compleet anders in elkaar. In het spel draait het om het voltooien van avonturen, opdrachten die door de lokale bevolking worden gegeven.

### Reizen
Het uitbreidingspakket richt zich op het reizen naar landen die ver van Sunset Valley of andere buurten liggen. Ieder land bestaat uit een denkbeeldige stad waar Sims avonturen kunnen beleven. De drie landen bevatten elk unieke eigenschappen. De tombes in Egypte staan vol met sarcofagen, waar weleens een mummie uit zou kunnen komen. De oosterse vechtkunst is iets waar het in China vooral om draait. In Frankrijk kan een Sim leren nectar te brouwen. Elk land heeft zijn eigen bewoners met typische klederdracht en uiterlijk.
Soms kunnen in de gewone buurten (Sunset Valley en andere) ook Sims van het buitenland op bezoek komen als toerist.

#### Landen
Sims kunnen naar drie landen reizen:
- Al Simhara in Egypte
- Shang Simla in China
- Champs Les Sims in Frankrijk

De werelden uit Wereldavonturen zijn bedoeld als reisbestemming. Er kan daarom niet met de inwoners gespeeld worden, enkel met de Sims die daar op reis zijn.

### Vaardigheden
Drie nieuwe vaardigheden zijn toegevoegd in dit pakket:
- Fotografie
- Oosterse vechtkunst
- Nectar brouwen